# Egesheim
Egesheim település Németországban, azon belül Baden-Württembergben. Lakosainak száma 636 fő (2023. december 31.). Egesheim Bubsheim, Königsheim és Reichenbach am Heuberg községekkel határos.

## Népesség
A település népessége az elmúlt években az alábbi módon változott:
| Lakosok száma | 399  | 419  | 458  | 457  | 450  | 590  | 605  | 637  | 646  | 636  |
|               | 1961 | 1967 | 1974 | 1980 | 1987 | 1993 | 2000 | 2006 | 2013 | 2023 |